# Jozefina Topalli
Jozefina Topalli (26. studenoga 1963.) je albanska političarka, predsjednica albanskog parlamenta od 3. rujna 2005. do 10. rujna 2013., i potpredsjednica Demokratske stranke Albanije.
Udana je i majka je dvoje djece. Izjašnjava se katolkinjom i bori se za ravnopravnost svih religija u Albaniji.

## Karijera
Jozefina Topalli dipolomirala je na Sveučilištu Luigj Gurakuqi u Skadru matematiku i pravo. Potom je studirala međunarodne odnose na Sveučilištu u Padovi u Italiji i stekla magisterij na Sveučilištu u Tirani u javnoj upravi i europske studijima. Tečno govori engleski, ruski, francuski i talijanski.
Od 1992. do 1995. radila je u Gospodarskoj komori u gradu Skadru, a od 1995. do 1996. bila je kancelarka i predavačica na Sveučilištu Gurakuqi Luigj u Skadru.
Topalli je član nacionalnog zakonodavnog tijela od 1997. godine.
2005. godine, Topalli je izabrana za predsjednicu Skupštine Republike Albanije, te zadržala svoju poziciju do 2013. godine.